# 정치성향
정치성향은 사람의 정치, 사회, 경제적 입장과 사고방식의 경향성을 뜻한다.

## 기원
정치성향은 그 경향성의 패턴을 몇가지로 단순화시킬 수 있는데 이념이라고 부르는 것도 그것의 하나이다. 대표적인 이념의 경향성은 좌파, 우파인데 이것은 18세기 프랑스 의회의 좌석 배치에서 유래되었다. 좌익은 공산주의와 사회주의, 우익은 자본주의와 자유주의로 나눌 수 있다.

## 정치성향의 모델화
정치성향을 계량적으로 측정하려는 시도가 있어왔다. 정치 스펙트럼이나 정치 나침반은 그 방법의 하나이다. 이들은 기하학축을 바탕으로 다양한 정치적 차원을 상징한다. 사람마다 정치성향을 다양하게 구분할 수 있기 때문에 각각의 모델에 서로 다른 특징이 있고 구분하는 범위도 차이가 있다.
1950년 레오너드 W. 퍼거슨(Leonard W. Ferguson)은 정치적 가치를 10가지로 계량화했다.
에이슨크(Eysenck)는 급진주의(R-요인)와 온건함(T-요인) 두가지 요인으로 구분했다. 로키치(Rokeach)는 1973년 2차원축으로 된 모델을 개발했다. 영국의 존 블런델(John Blundell)과 브라이언 고스초크 (Brian Gosschalk)는 영국인을 보수주의적, 자유지상주의적, 사민주의적, 권위주의적으로 나눌 수 있다는 연구를 하였다.

## 비판
정치 성향에 대한 비판은 세 가지가 있다. 첫 번째로, 정치성향은 사람들의 첨예한 입장을 대변하고 주관적이고 추상적이어서 사람마다 정의가 분분하다는 것이고, 두 번째로는 권위주의적인 분위기가 퍼져 있는 사회의 경우 소수 입장의 정치성향을 밝히는 것을 금기시하는 경우도 있다. 마지막으로 정치 성향의 일차원적 구분이 최근의 다양한 사회 성향을 반영하지 못한다고 생각해 갈수록 분화된다는 점이 있다.

## 같이 보기
- 정치 나침반